# Tschawasch
Der Tschawasch (russisch Чаваш) ist ein rechter Nebenfluss der Chamsara im Norden der in Zentralasien gelegenen russischen Republik Tuwa.
Der Tschawasch entspringt an der Südflanke des östlichen Westsajan nahe der Grenze zur Region Krasnojarsk. Er fließt anfangs in östlicher Richtung durch das Gebirge. Dann wendet er sich nach Süden. Er fließt hinab ins Todscha-Becken. 20 km vor seiner Mündung trifft der Kasas (Kara-Chem) von links auf den Tschawasch. Schließlich mündet der Tschawasch in die Chamsara, 10 km oberhalb deren Mündung in den nach Westen strömenden Großen Jenissei. 
Der Tschawasch hat eine Länge von 132 km². Sein Einzugsgebiet umfasst 4800 km².